# Cratere Burkhan
Burkhan è un cratere sulla superficie di Rea.